# Одеський район (Росія)
Одеський район (рос. Одесский район) — адміністративно-територіальна одиниця (район) і муніципальне утворення (муніципального району) на південному заході Омської області Росії.
Адміністративний центр — село Одеське.

## Географія
Площа району — 1800 км².

## Історія
Район утворений в травні 1925 року шляхом перетворення Одеської укрупненої волості Омського повіту Омської губернії. Район увійшов до складу Омського округу Сибірського краю.

## Населення
Населення — 17 721 осіб.
Національний склад
За даними перепису населення 1939 року: українці — 62,1 % або 12 999 осіб, росіяни — 23,2 % або 4852 осіб, німці — 7,9 % або 1657 осіб.
За даними Всеросійського перепису населення 2010 року
| Національність   | Чисельність населення, осіб | Частка від населення |
| ---------------- | --------------------------- | -------------------- |
| Білоруси         | 139                         | 0,80                 |
| Вірмени          | 90                          | 0,52                 |
| Казахи           | 858                         | 4,92                 |
| Німці            | 1107                        | 6,35                 |
| Росіяни          | 11039                       | 63,36                |
| Татари           | 83                          | 0,48                 |
| Українці         | 3726                        | 21,39                |
| Інші нації       | 380                         | 2,18                 |
| Всього по району | 17422                       | 100,00               |